# Dicrurus fuscipennis
Drongo-das-comores ou drongo-da-grande-comore (Dicrurus fuscipennis) é uma espécie de ave da família Dicruridae.
É endémica das Comores.
Os seus habitats naturais são: florestas subtropicais ou tropicais húmidas de baixa altitude, pastagens e plantações.
Está ameaçada por perda de habitat.